# Обори (Ґолюбсько-Добжинський повіт)
Обори (пол. Obory) — село в Польщі, у гміні Збуйно Ґолюбсько-Добжинського повіту Куявсько-Поморського воєводства.
Населення — 169 осіб (2011).
У 1975-1998 роках село належало до Влоцлавського воєводства.

## Демографія
Демографічна структура станом на 31 березня 2011 року:
|          | Загалом | Допрацездатний вік | Працездатний вік | Постпрацездатний вік |
| -------- | ------- | ------------------ | ---------------- | -------------------- |
| Чоловіки | 92      | 22                 | 60               | 10                   |
| Жінки    | 77      | 22                 | 38               | 17                   |
| Разом    | 169     | 44                 | 98               | 27                   |